# Defense

Positionen im American Football, Positionen der Defense sind rot markiert.

Defense (englisch für Verteidigung) wird die verteidigende Mannschaft im American Football genannt. Ihre Aufgabe ist es die angreifende Mannschaft daran zu hindern einen First Down oder gar einen Touchdown zu erzielen. Gegebenenfalls kann ein Verteidiger durch einen aufgehobenen Fumble, eine Interception oder einen Safety selbst Punkte erzielen.
Die Defense besteht aus der Defensive Line (DL) und dem sogenannten Backfield. Die Defensive Line bilden in der Regel drei bis sechs Spieler auf den Positionen Defensive Ends (DE) an den äußeren Seiten und Defensive Tackles (DT), beziehungsweise Defensive Guards (DG), dazwischen. Als Backfield werden Safetys, Cornerbacks und die Linebacker zusammengefasst. Die Aufgabe der Cornerbacks und Safetys ist es, die gegnerischen Wide Receiver und Runningbacks daran zu hindern den Ball zu fangen, beziehungsweise weit mit ihm zu laufen. Die Aufgabe der Linebacker ist ähnlich wie die der Defensive Backs, mit Schwerpunkt auf Verteidigung gegen Laufspiel, sie werden jedoch vermehrt auch bei Blitzen eingesetzt. Spielführend in der Defense ist fast immer der mittlere Linebacker (MLB), der für die Defense-Taktik zuständige Trainer wird Defensive Coordinator genannt.

## Formationen
Für die Verteidigung gibt es viele verschiedene Formationen, die am meisten benutzte ist die 4-3 Defense, bei der es vier Defensive Linemen, drei Linebacker und vier Defensive Backs gibt. Weitere oft benutzte Formationen sind die 6-2er mit sechs Spielern an der Line of Scrimmage, zwei Linebackern und 3 Defensive Backs, die 5-3er, die 4-4er, die 3-4er und die 3-3er-Formation, bei denen die erste Zahl die Anzahl der Defensive Linemen und die zweite die der Linebacker angibt. Außerdem gibt es die Nickelformation mit vier Linemen, zwei Linebackern und fünf Defensive Backs bzw. drei Linemen, drei Linebackern und fünf Defensive Backs, die Dimeformation in der Aufstellung 4-1-6 und die Quarterformation mit 3-1-7, 4-0-7 oder 0-4-7.

## Spezialisierungen
Jede Verteidigung ist auf eine bestimmte Strategie trainiert. Defenses mit schnellen, großen und schweren Linebackern können öfter und besser blitzen, was effektiv gegen Läufe ist. Gute Cornerbacks und Safetys sind dementsprechend besser gegen Passspiele. Ein guter Defensive Coordinator wird immer versuchen, eine gewisse Vielseitigkeit herbeizuführen, um gegen eine große Bandbreite an gegnerischen Strategien bestehen zu können.

## Deckungen
Es gibt normalerweise zwei verschiedene Arten den Gegner daran zu hindern mit dem Ball nach vorne zu kommen, die Zonendeckung und die Mann-zu-Mann-Deckung. Theoretisch kann eine Defense ausschließlich Zonen- oder Mann-Verteidigung spielen, in den meisten Fällen werden diese Möglichkeiten jedoch kombiniert und je nach Spielsituation und Offense-Formation variiert. Manche Spieler, in der Regel Defensive Linemen oder ein Blitzer, haben auch ausschließlich die Aufgabe, den Quarterback unter Druck zu setzen.

### Mann-zu-Mann-Deckung
Bei der Mann-zu-Mann-Deckung ist ein Defense-Spieler für einen bestimmten Spieler oder eine Position der Offense zuständig. Besonders gefährliche Spieler werden unter Umständen auch von zwei oder mehreren Verteidigern gleichzeitig gedeckt, was natürlich Lücken an anderen Positionen hinterlässt. Der Vorteil einer Mann-zu-Mann-Deckung ist die klare Zuordnung und gleichmäßige Verteilung der Zuständigkeiten. Jeder Verteidiger ist nur für einen Angreifer verantwortlich, wird er von diesem jedoch abgehängt gibt es keine zweite Sicherung, weshalb es in den meisten Formationen mindestens einen ungebundenen Verteidiger gibt, den Free Safety.

### Zonendeckung
Bei der Zonendeckung wird einem Spieler eine genau festgelegte Zone auf dem Feld zugeordnet, in der er den gegnerischen Ballträger aufhalten, beziehungsweise das Fangen eines Passes verhindern soll. Der Vorteil der Zonenverteidigung ist die höhere Flexibilität und die geringere Anfälligkeit bei wendigen und schnellen Offense-Spielern, da die Verteidiger in den Zonen Zeit haben, den Quarterback zu beobachten und die Wurf- oder Laufrichtung vorauszuahnen. Befinden sich jedoch mehrere gegnerische Spieler innerhalb einer Zone kann der Verteidiger diese eventuell nicht mehr alle gleichzeitig abdecken. Hier ist die Kommunikation und die Abstimmung über Zuständigkeiten unter den Mitspielern von großer Bedeutung, weshalb die Umsetzung einer Zonenverteidigung für eine Defense eine größere Herausforderung darstellt als eine Mann-Verteidigung.